# Gadaa
Gadaa (ortografía más antigua: Gada; literalmente: era) es el sistema de gobierno democrático aborigen utilizado por el pueblo oromo en Etiopía y el norte de Kenia. También lo practican los pueblos konso y gedeo del sur de Etiopía. El sistema regula las actividades políticas, económicas, sociales y religiosas de la comunidad.

## Descripción
De acuerdo a la gadaa, cada ocho años, los oromo elegirían por consenso a nueve líderes conocidos como Salgan ya’ii Borana (las nueve asambleas de Borana). Un líder elegido por el sistema gadaa permanece en el poder solo durante 8 años, y las elecciones se llevan a cabo al final de esos 8 años. Siempre que un Abbaa Gadaa muere mientras ejerce sus funciones, el bokkuu (símbolo del poder) pasa a su esposa y ella guarda el bokkuu y proclama las leyes.

Bandera de gadaa

Los oromo se gobernaron a sí mismos de acuerdo con el sistema gadaa mucho antes del siglo XVI, cuando comenzaron las principales guerras tripartitas entre ellos y el reino cristiano en el norte y los sultanatos islámicos en el este y el sur. El resultado fue que los oromo absorbieron las religiones cristiana e islámica. Los borana y guji cerca de la frontera entre Etiopía y Kenia pueden practicar gadaa sin interrupción. El Estado de Oromía bajo el sistema federal de Etiopía, el sistema gadaa en Oromía comenzó a renacer. En 2015, se inauguró el Centro Gadaa en Odaa Bultum y en 2018, se reinstaló el Centro Gadaa en Odaa Hullee después de dos siglos de interrupción. En 2019, la Universidad Bule Hora lanzó un programa de maestría en estudios de gadaa.
El sistema gadaa ha sido inscrito por la UNESCO como Patrimonio Cultural Inmaterial desde 2016. Es una creación de los oromo del distrito Madda Walabu de Oromía. La gente de Oromo consideraba el sistema como su herencia común y como una parte importante de su identidad cultural. Es el sistema con el que el pueblo oromo se ha estado gobernando de forma democrática durante siglos.